# The Ocean and Me
The Ocean and Me är det sjunde studioalbumet av den svenska singer-songwritern Sophie Zelmani från 2008. Det är hittills hennes enda album att nå första plats på den svenska albumlistan.
Skivomslaget, som målades av Palle Berndtsson och formgavs av Lars Sundh, föreställer ett segelskepp på ett stormigt hav. Detta var något av en ny idé för ett omslag på Sophie Zelmanis album, vilka vanligtvis brukar prydas av Zelmani själv.
Man gav heller inte ut många singlar från albumet, endast låten I Will Be There släppes som singel senare det året.

## Låtlista
Alla låtar är skrivna av Sophie Zelmani och arrangerade av producenten Lars Halapi.
1. The Ocean and Me – 3:55
2. Composing – 5:18
3. Spring Love – 3:09
4. Time – 3:55
5. Passing By – 3:19
6. Wind Took My Sail – 3:05
7. Yeah, Okey – 3:33
8. Love – 3:13
9. I've Got a Suspicsiom – 3:46
10. This Room – 3:50
11. July Waits – 2:38
12. I Will Be There – 3:46

## Singlar från albumet
- I Will Be There (2008, CD)

## Listplaceringar
| Lista (2008) | Topplacering |
| ------------ | ------------ |
| Schweiz      | 13           |
| Sverige      | 1            |